# Comuna Cuhnești, Glodeni
Comuna Cuhnești este o comună din raionul Glodeni, Republica Moldova. Este formată din satele Cuhnești (sat-reședință), Bisericani, Cot, Movileni și Serghieni.

## Demografie
Conform datelor recensământului din 2014, comuna are o populație de 2.635 de locuitori. La recensământul din 2004 erau 3.074 de locuitori.

## Administrație și politică
Componența Consiliului local Cuhnești (11 consilieri), ales la 5 noiembrie 2023, este următoarea:
|  | Partid                                        | Consilieri | Componență | Componență | Componență | Componență |
|  | --------------------------------------------- | ---------- | ---------- | ---------- | ---------- | ---------- |
|  | Partidul Acțiune și Solidaritate              | 4          |            |            |            |            |
|  | Partidul Dezvoltării și Consolidării Moldovei | 3          |            |            |            |            |
|  | Candidat independent IURIE BEȚIȘOR            | 1          |            |            |            |            |
|  | Candidat independent ALEXANDRU BOBOC          | 1          |            |            |            |            |
|  | Candidat independent LILIAN ANDRONIC          | 1          |            |            |            |            |
|  | Partidul Nostru                               | 1          |            |            |            |            |